# Iglesia de Santa María (Albarracín)
La iglesia de Santa María formaba parte del recinto defensivo de las murallas de Albarracín. Fue declarada monumento nacional junto con el resto del conjunto de fortificaciones de Albarracín en resolución: 03/06/1931 Publicación: 04/06/1931. Forma parte del Conjunto Histórico-Monumental de la Ciudad de Albarracín.

## Descripción
El templo original era en su origen una iglesia visigótica y siempre formó parte del sistema defensivo de la ciudad. El actual templo viene a sustituir al original que quedó destruido en un incendio en el siglo XV. 
Al exterior es una construcción de estilo claramente mudéjar con un gran alero que cobija la portada con un arco de medio punto de gran dovelaje entre contrafuertes. A un nivel superior al de estos contrafuertes corre una típica galería aragonesa de arcos de medio punto, tipo bastante frecuente en el siglo XVI.
En el interior tenemos una amplia nave de tres tramos con capillas hornacinas entre los contrafuertes y cabecera poligonal al interior y plana al exterior. Todo el conjunto se cubre con bóvedas de crucería estrellada.
La actual fábrica de estructura mudéjar fue diseñada por Quinto Pierres Vedel, que la dejó inconclusa al morir en 1567.

## Enlaces de interés
- Wikimedia Commons alberga una categoría multimedia sobre Iglesia de Santa María.

- Datos: Q29367539
- Multimedia: Iglesia de Santa María (Albarracín) / Q29367539